# Björn Danell
Björn Erik Danell, född 7 april 1941, är en tidigare aktiv handbollsspelare. Han spelade som vänstersexa.

## Karriär[1]
Björn Danell började spela handboll redan på Enskede folkskola där han hade Roland Mattsson som lärare. Han hamnade sedan i klubben UoIF Matteuspojkarna där han spelade till 1962 då han värvades till SOIK Hellas. Redan första säsongen i Hellas fick han debutera i landslaget.

## Landslagskarriär
Landslagsdebut mot Rumänien den 28 februari 1963. då Sverige vann med 16-14. Björn Danell spelade sina 62 landskamper under åren 1963 till 1970. Han spelade under alla dessa år för Stockholmsklubben Hellas. Björn Danell deltog i VM Tjeckoslovakien 1964 och VM 1967 i Sverige och slutligen  i VM 1970 i Frankrike. Sverige nådde inga större framgångar mer än 1964 då vi tog VM-silver som blev Danells främsta merit. I VM 1970 spelade Björn Danell bara en match mot Rumänien. Det blev hans sista landskamp.

## Klubbar
- UoIF Matteuspojkarna -1962
- SOIK Hellas 1962-1970

## Meriter
- SM-guld 1969 och 1970 med SOIK Hellas.[3]
- VM-silver 1964 med Sveriges herrlandslag i handboll

### Fotnoter
1. ↑  Sturm, Cläs (1963-1964). ”Roland blev hans öde - Genombrott i Sovjet”. Handbollboken. sid. 11-13. Läst 28 oktober 2019
2. ↑   Handbollboken. 1963-1964. sid. 15
3. ↑  Handbollboken 1969-70 och Handbollboken 1970-71 Svenska mästare under rubriken "året som gick"